# Gérard Bonal
Pour les articles homonymes, voir Bonal.
Gérard Bonal, né à Paris le 18 avril 1941 et mort le 13 juin 2022 dans la même ville, est un  journaliste et un écrivain français, spécialiste de l'œuvre de Colette et de l'histoire culturelle du XXe siècle.

## Biographie
Ex-journaliste (revues Réalités, Geo…), Gérard Bonal est écrivain. Spécialiste de l'œuvre de Colette, il est à l’origine de la revue Les Cahiers Colette, fondée en 1975. Il a consacré plusieurs ouvrages à l'écrivain, dont le remarqué Colette intime, volume réunissant des pièces rares de la collection privée de Michel Remy-Bieth. Il a préfacé deux ouvrages de l'écrivain : Les Claudine (Albin Michel) et La Lune de pluie (Mille et une nuits).
En 1995, il écrit son premier spectacle, Colette Music-Hall, d'après les œuvres de Colette et le présente au théâtre de la Huchette, tout comme  son second spectacle, Madame Colette a-t-elle une âme ? (2006-2007).
Il est le scénariste de deux documentaires retraçant la vie et l’œuvre de Colette : Colette, premier portrait de la série Un siècle d'écrivains (1995) et Colette : J'appartiens à un pays que j'ai quitté (2004), tous deux réalisés par Jacques Tréfouël.
Il a également publié plusieurs biographies et des romans.
Gérard Bonal a été président de la Société des amis de Colette et a siégé au sein de son conseil d’administration. Il a été vice-président de l'association « La Maison de Colette », qui a ouvert au public, à Saint-Sauveur-en-Puisaye, dans l'Yonne, la maison natale de l'écrivaine en 2016.

### Distinctions
- Chevalier de l'ordre des Arts et des Lettres
- Officier dans l'ordre du Mérite italien

## Œuvres

### Romans
- La Lanceuse de couteaux, Laffont, 1971
- Paysage avec la chute d'Icare, Laffont, 1973
- L'Amateur d'images, Laffont, 1980
- Premières neiges de l'absence, Laffont, 1984
- L'Hôtel des Cinq-Continents, Mercure de France, 1993

### Essais
- Colette par moi-même, Ramsay, 1982
- Besoin de province, Seuil, 2002
- Saint-Germain-des-Prés, Seuil, 2008
- Des Américaines à Paris, Tallandier, 2017.
- Colette et les bêtes, Tallandier 2019.

### Biographies
- L'Album Gérard Philipe, Seuil/Jazz Éditions, 1999
- Les Renaud-Barrault, Seuil, 2000
- Simone de Beauvoir, Seuil/Jazz Éditions, 2001
- Un acteur dans son temps, Gérard Philipe, ouvrage collectif sous la direction de Gérard Bonal. Livre catalogue de l'exposition Gérard Philipe. Bibliothèque nationale de France, 2003
- Colette intime (avec Michel Remy-Bieth), Phébus, 2004
- Gérard Philipe, Seuil, 2009, 2019.
- Colette, Perrin, 2014 - Prix Brantôme 2015 de la biographie historique
- Joséphine Baker, du music-hall au Panthéon, Tallandier, 2021, 336 p.

### Recueil
- Colette journaliste avec Frédéric Maget, Seuil, 2010
- Colette (codirection avec Frédéric Maget), Cahier de L'Herne no 97, L'Herne 2011.
- Sido, Lettres à Colette (texte établi et présenté par Gérard Bonal), Phébus, 2012.
- Un bien grand amour, Lettres de Colette à Musidora (texte établi et présenté par Gérard Bonal), L'Herne, 2014

### Théâtre
- Colette Music-hall, mise en scène par Jacques Legré, théâtre de la Huchette, 1995
- Madame Colette a-t-elle une âme ?, mise en scène par Claude Darvy, théâtre de la Huchette, 2006-2007
- Chéri, d'après Colette, l'Œil du Prince, 2011
- Madame Max, Art & Comédie, 2015.

### Documentaires
- Colette, réalisé par Jacques Tréfouël, Un siècle d'écrivains, France 3, 1995
- Colette : « J'appartiens à un pays que j'ai quitté », réalisé par Jacques Tréfouël, Films du Lieu-dit, France 3, 2004
- Les Renaud-Barrault, bâtisseurs de théâtre, réalisé par Jacques Tréfouël, Arte, 2000.
- Gérard Philipe, un homme pas un ange, co-auteur et réalisateur Michel Viotte, 2003
- Martine Carol, plus dure sera la chute, réalisé par Éric Bitoun, Skopia Films, 2017.